# هادسن سوفت
هادسن سوفت المحدودة (بالإنجليزية: Hudson Soft Company, Limited)‏ هي شركة يابانية متخصصة في نشر الإلكترونيات الترفيهية. تأسست في عام 1973 في اليابان.
بدأت الشركة بإنتاج قطع لأجهزة الحاسوب في البدء، ثم توسعت الشركة فيما بعد لتشمل تطوير ونشر ألعاب الفيديو وتطبيقات الهاتف المحمول.شركة هادسن مملوكة من قبل شركة كونامي.

## تاريخ الشركة
تأسست شركة هادسن في مدينة سابورو في اليابان في عام 1973 مـ، من قبل شقيقين هما Yuji Kudo، Hiroshi Kudo وكانا من أشد المعجبين بالقطارات، حيث اطلقا اسم هادسن على الشركة تيمناً باسم القطار هادسن (بالإنجليزية:  Hudson locomotives)‏.
- قامت الشركة في عام 1975م ببيع أجهزة الاتصال ثم قامت بعد ذلك ببيع أجهزة الحاسوب
- في عام 1984م، عقدت شركة هادسون شراكة مع شركة نينتندو أصبحت هادسن بموجبه الموّرد الرئيسي لها.
- في عام 1987م، قامت الشركة بالتعاون مع شركة Nippon في تطوّير الجهاز الشهير بي سي انجين (بالإنجليزية: PC Engine)‏
- في عام 2005م، استحوذت شركة كونامي على أكثر من نصف اسهم شركة هادسن.
- في عام 2012م، أعلنت هادسن سوفت حل الشركة

## فروع الشركة
- هادسن استوديو (بالإنجليزية: Hudson Studio)‏
- هادسن إنترتينمنت (بالإنجليزية: Hudson Entertainment, Inc)‏
- هادسن سوفت الولايات المتحدة الأمريكية (بالإنجليزية: Hudson Soft USA)‏

## أشهر الألعاب
- سلسلة ألعاب ماريو بارتي
- سلسلة ألعاب Bomberman
- سلسلة ألعاب Bonk
- سلسلة ألعاب Adventure Island.
- سلسلة ألعاب (Tengai Makyou (Far East of Eden
- سلسلة ألعاب Game Boy Wars
- سلسلة ألعاب Momotaro Dentetsu

## وصلات خارجية
- هادسن سوفت على موقع IMDb (الإنجليزية)
- هادسن سوفت على موقع ميوزك برينز (الإنجليزية)

- Official website (أرشيف)
- Hudson Soft (أرشيف)
- Hudson Entertainment (أرشيف)
- Hudson Music Entertainment (أرشيف)
- The History of Hudson Soft at Jap-Sai.com